# Калистовский сельсовет (Московская область)
Калистовский сельсовет — упразднённая административно-территориальная единица, существовавшая на территории Московской губернии и Московской области в 1925—1939 годах.
Калистовский сельсовет был образован в первые годы советской власти в составе Буйгородской волости Волоколамского уезда Московской губернии.
По данным 1926 года в состав сельсовета входил 1 населённый пункт — Калистово, а также 1 хутор.
В 1929 году Калистовский с/с был отнесён к Волоколамскому району Московского округа Московской области.
17 июля 1939 года Калистовский сельсовет был упразднён, а его территория передана в Ефремовский с/с.